# سمامة النخيل

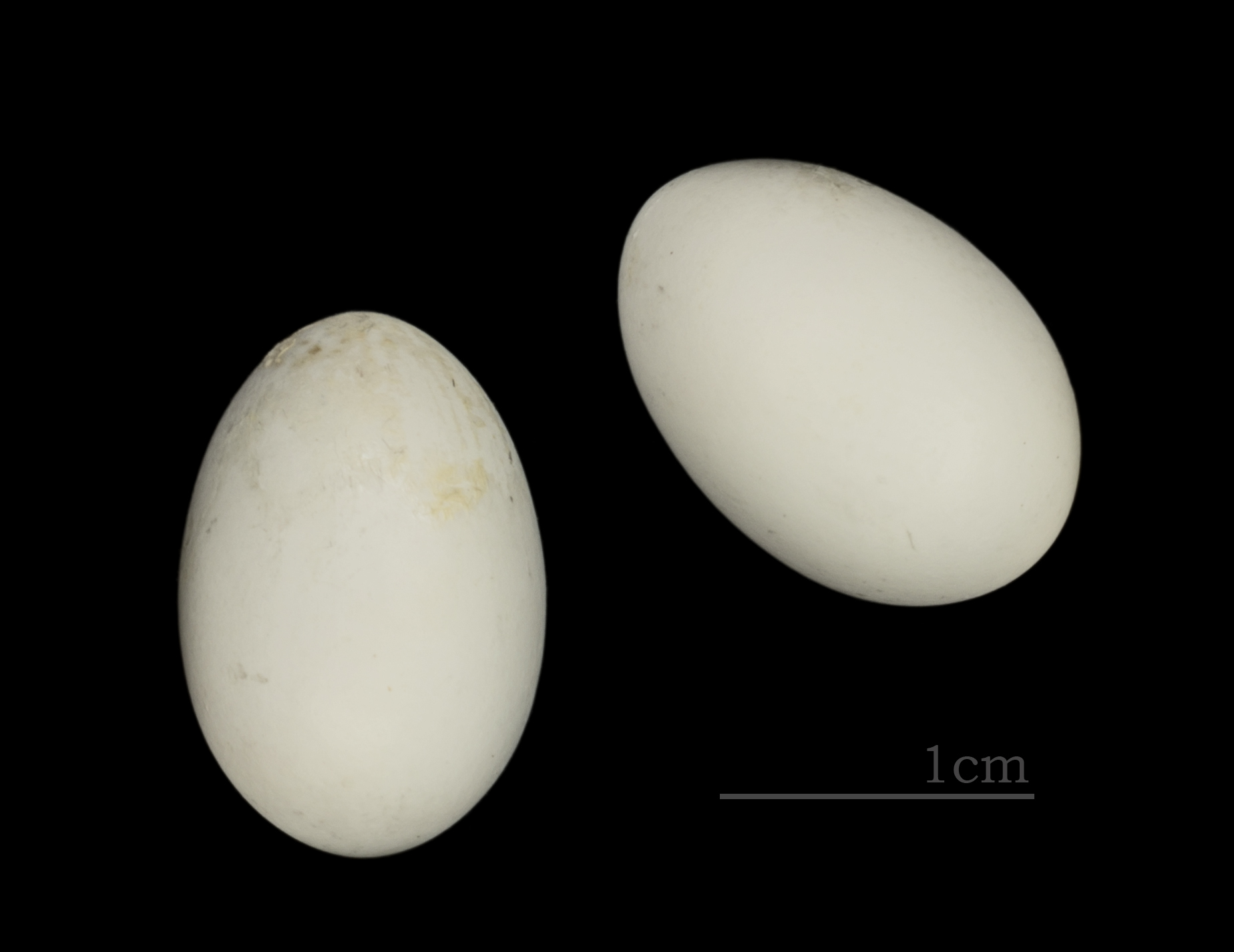
بيض سمامة النخيل

سمامة النخيل (الاسم العلمي: Cypsiurus parvus) (بالإنجليزية: African Palm Swift)‏ هو طائر ينتمي إلى سمامة (فصيلة: Apodidae).